# Acutisoma patens
Acutisoma patens is een hooiwagen uit de familie Gonyleptidae. De wetenschappelijke naam van Acutisoma patens gaat terug op Roewer.